# Origin-12
Origin-12 — полуавтоматический боевой дробовик с магазинным питанием, разработанный компанией Fostech Outdoors и известный своей очень высокой скорострельностью.
Также как и Сайга-12 и Вепрь-12, Origin-12 основан на принципе работы Автомата Калашникова.

## Дизайн
Origin-12 — полуавтоматический дробовик, частично созданный на основе дробовика Сайга-12, который является производным от АК. Чтобы повысить точность стрельбы, ружьё имеет большое окно для выброса гильз и регулируемую газовую систему. Origin использует фирменные магазины для обеспечения надежности, по сравнению с Сайгой, чьи магазины были названы его «самым слабым звеном». Крышка ствольной коробки и цевье Origin-12 изготовлены из полимера, что помогает снизить вес. Верхнюю часть ствольной коробки Origin можно снять, что позволяет переключаться между обычным вариантом и вариантом с коротким стволом. Обе версии совместимы с глушителем SilencerCo SALVO.

## Варианты
- Origin 12 SBV (Short Barreled Variant) — вариант Origin 12, производство которого было прекращено в 2019 году, когда Бюро алкоголя, табака, огнестрельного оружия и взрывчатых веществ объявило его оружием II Раздела, сделав незарегистрированное владение оружием нарушением Национального закона об огнестрельном оружии (NFA). В ответ Fostech разрешила людям, купившим SBV, отправить его в компанию и заменить либо на полноразмерный Origin 12.[4]
- Origin 12 Short Barrel Shotgun — короткоствольный вариант Origin 12 с 250 мм стволом и складывающимся в бок прикладом, который в сложенном состоянии придает оружию длину, аналогичную «Uzi».[3]
- Origin 12 SABS (Semi-Automatic Breaching Shotgun) — штурмовой вариант Origin 12, классифицируемый NFA как любое другое оружие.[5]